# Steve Marlet
Steve Marlet (Pithiviers, 10 gennaio 1974) è un allenatore di calcio ed ex calciatore francese, di ruolo attaccante.

## Caratteristiche tecniche
Può agire sia da prima punta che da seconda punta

## Carriera

### Club
Cresce nel Red Star 93, fino a quando nel 1996 viene notato dall'Auxerre che lo fa debuttare nella prima divisione francese nella stagione 1996-1997. Nella stagione seguente firma una rete nella sconfitta per 2-3 contro il PSG. Nel 2000 passa all'Olympique Lione: in 49 presenze realizza 18 gol. Nel 2001 passa in FA Premier League al Fulham in cambio di 11 milioni di sterline: il suo rendimento è considerato deludente, avendo mantenuto una media di reti a partita in campionato pari a 0,2. Rimane a Londra fino al 2003 quando viene prelevato dall'Olympique Marsiglia. Dopo una stagione al Wolfsburg in Bundesliga, va al Lorient. nel 2009 passa all'Aubervilliers.

### Nazionale
Con la selezione francese ha vinto la Confederations Cup nel 2001 e nel 2003; inoltre ha partecipato agli Europei del 2004.

## Statistiche

### Presenze e reti nei club
| Stagione             | Squadra              | Campionato           | Campionato | Campionato | Coppe nazionali | Coppe nazionali | Coppe nazionali | Coppe continentali | Coppe continentali | Coppe continentali | Altre coppe | Altre coppe | Altre coppe | Totale | Totale |
| Stagione             | Squadra              | Comp                 | Pres       | Reti       | Comp            | Pres            | Reti            | Comp               | Pres               | Reti               | Comp        | Pres        | Reti        | Pres   | Reti   |
| -------------------- | -------------------- | -------------------- | ---------- | ---------- | --------------- | --------------- | --------------- | ------------------ | ------------------ | ------------------ | ----------- | ----------- | ----------- | ------ | ------ |
| 1991-1992            | Red Star 93          | D2                   | 7          | 1          | CF              | 3               | 1               | -                  | -                  | -                  | -           | -           | -           | 10     | 2      |
| 1992-1993            | Red Star 93          | D2                   | 31         | 5          | CF              | 1               | 0               | -                  | -                  | -                  | -           | -           | -           | 32     | 5      |
| 1993-1994            | Red Star 93          | D2                   | 40         | 9          | CF              | 3               | 1               | -                  | -                  | -                  | -           | -           | -           | 43     | 10     |
| 1994-1995            | Red Star 93          | D2                   | 24         | 9          | CF              | 2               | 1               | -                  | -                  | -                  | -           | -           | -           | 26     | 10     |
| 1995-1996            | Red Star 93          | D2                   | 35         | 16         | CF+CdL          | 1+3             | 0+2             | -                  | -                  | -                  | -           | -           | -           | 39     | 18     |
| Totale Red Star      | Totale Red Star      | Totale Red Star      | 137        | 40         |                 | 13              | 5               |                    |                    |                    |             |             |             | 150    | 45     |
| 1996-1997            | Auxerre              | D1                   | 24         | 3          | CF+CdL          | 1+1             | 0+2             | UCL                | 4                  | 2                  | -           | -           | -           | 30     | 7      |
| 1997-1998            | Auxerre              | D1                   | 18         | 6          | CF+CdL          | 2+3             | 0               | Int+CU             | 7+3                | 3+1                | -           | -           | -           | 33     | 10     |
| 1998-1999            | Auxerre              | D1                   | 32         | 7          | CF+CdL          | 1+2             | 0               | Int                | 2                  | 0                  | -           | -           | -           | 37     | 7      |
| 1999-2000            | Auxerre              | D1                   | 33         | 9          | CF+CdL          | 1+1             | 0               | -                  | -                  | -                  | -           | -           | -           | 35     | 9      |
| Totale Auxerre       | Totale Auxerre       | Totale Auxerre       | 107        | 25         |                 | 12              | 2               |                    | 16                 | 6                  |             |             |             | 135    | 33     |
| 2000-2001            | O. Lione             | D1                   | 31         | 12         | CF+CdL          | 2+5             | 0+1             | UCL                | 13                 | 5                  | -           | -           | -           | 51     | 18     |
| lug.-ago. 2001       | O. Lione             | D1                   | 5          | 1          | CF+CdL          | 0               | 0               | UCL                | 0                  | 0                  | -           | -           | -           | 5      | 1      |
| Totale O. Lione      | Totale O. Lione      | Totale O. Lione      | 36         | 13         |                 | 7               | 1               |                    | 13                 | 5                  |             |             |             | 56     | 19     |
| ago. 2001-giu. 2002  | Fulham               | PL                   | 26         | 6          | CF+CdL          | 6+1             | 3+0             | -                  | -                  | -                  | -           | -           | -           | 33     | 9      |
| 2002-2003            | Fulham               | PL                   | 28         | 4          | CF+CdL          | 2+0             | 0               | Int+CU             | 8+6                | 2+3                | -           | -           | -           | 44     | 9      |
| lug.-ago. 2003       | Fulham               | PL                   | 1          | 1          | CF+CdL          | 0               | 0               | -                  | -                  | -                  | -           | -           | -           | 1      | 1      |
| Totale Fulham        | Totale Fulham        | Totale Fulham        | 55         | 11         |                 | 9               | 3               |                    | 14                 | 5                  |             |             |             | 78     | 19     |
| ago. 2003-giu. 2004  | O. Marsiglia         | L1                   | 23         | 9          | CF+CdL          | 1+1             | 0               | UCL+CU             | 4+7                | 1+0                | -           | -           | -           | 36     | 10     |
| 2004-2005            | O. Marsiglia         | L1                   | 31         | 7          | CF+CdL          | 1+1             | 0               | -                  | -                  | -                  | -           | -           | -           | 33     | 7      |
| Totale O. Marsiglia  | Totale O. Marsiglia  | Totale O. Marsiglia  | 54         | 16         |                 | 4               | 0               |                    | 11                 | 1                  |             |             |             | 69     | 17     |
| 2005-2006            | Wolfsburg            | BL                   | 21         | 1          | CG              | 1               | 2               | -                  | -                  | -                  | -           | -           | -           | 22     | 3      |
| 2006-2007            | Lorient              | L1                   | 22         | 1          | CF+CdL          | 1+1             | 0               | -                  | -                  | -                  | -           | -           | -           | 24     | 1      |
| 2009-2010            | Aubervilliers        | CFA2                 | 2          | 0          | CF              | 2               | 1               | -                  | -                  | -                  | -           | -           | -           | 4      | 1      |
| 2010-2011            | Aubervilliers        | CFA                  | 32         | 9          | CF              | 0               | 0               | -                  | -                  | -                  | -           | -           | -           | 32     | 9      |
| Totale Aubervilliers | Totale Aubervilliers | Totale Aubervilliers | 34         | 9          |                 | 2               | 1               |                    |                    |                    |             |             |             | 36     | 10     |
| 2011-2012            | Red Star 93          | CN                   | 20         | 2          | CF              | 3               | 1               | -                  | -                  | -                  | -           | -           | -           | 23     | 3      |
| Totale carriera      | Totale carriera      | Totale carriera      | 486        | 118        |                 | 53              | 15              |                    | 54                 | 17                 |             |             |             | 593    | 150    |

### Cronologia presenze e reti in Nazionale
| Cronologia completa delle presenze e delle reti in nazionale ― Francia | Cronologia completa delle presenze e delle reti in nazionale ― Francia | Cronologia completa delle presenze e delle reti in nazionale ― Francia | Cronologia completa delle presenze e delle reti in nazionale ― Francia | Cronologia completa delle presenze e delle reti in nazionale ― Francia | Cronologia completa delle presenze e delle reti in nazionale ― Francia | Cronologia completa delle presenze e delle reti in nazionale ― Francia | Cronologia completa delle presenze e delle reti in nazionale ― Francia |
| Data                                                                   | Città                                                                  | In casa                                                                | Risultato                                                              | Ospiti                                                                 | Competizione                                                           | Reti                                                                   | Note                                                                   |
| ---------------------------------------------------------------------- | ---------------------------------------------------------------------- | ---------------------------------------------------------------------- | ---------------------------------------------------------------------- | ---------------------------------------------------------------------- | ---------------------------------------------------------------------- | ---------------------------------------------------------------------- | ---------------------------------------------------------------------- |
| 15-11-2000                                                             | Istanbul                                                               | Turchia                                                                | 0 – 4                                                                  | Francia                                                                | Amichevole                                                             | -                                                                      |                                                                        |
| 30-5-2001                                                              | Taegu                                                                  | Francia                                                                | 5 – 0                                                                  | Corea del Sud                                                          | Conf. Cup 2001 - 1º turno                                              | 1                                                                      |                                                                        |
| 3-6-2001                                                               | Ulsan                                                                  | Francia                                                                | 4 – 0                                                                  | Messico                                                                | Conf. Cup 2001 - 1º turno                                              | -                                                                      |                                                                        |
| 10-6-2001                                                              | Yokohama                                                               | Francia                                                                | 1 – 0                                                                  | Giappone                                                               | Conf. Cup 2001 - Finale                                                | -                                                                      |                                                                        |
| 15-8-2001                                                              | Nantes                                                                 | Francia                                                                | 1 – 0                                                                  | Danimarca                                                              | Amichevole                                                             | -                                                                      |                                                                        |
| 1-9-2001                                                               | Ñuñoa                                                                  | Cile                                                                   | 2 – 1                                                                  | Francia                                                                | Amichevole                                                             | -                                                                      |                                                                        |
| 27-3-2002                                                              | Saint-Denis                                                            | Francia                                                                | 5 – 0                                                                  | Scozia                                                                 | Amichevole                                                             | 1                                                                      |                                                                        |
| 17-4-2002                                                              | Saint-Denis                                                            | Francia                                                                | 0 – 0                                                                  | Russia                                                                 | Amichevole                                                             | -                                                                      |                                                                        |
| 21-8-2002                                                              | Radès                                                                  | Tunisia                                                                | 1 – 1                                                                  | Francia                                                                | Amichevole                                                             | -                                                                      |                                                                        |
| 7-9-2002                                                               | Nicosia                                                                | Cipro                                                                  | 1 – 2                                                                  | Francia                                                                | Qual. Euro 2004                                                        | -                                                                      |                                                                        |
| 12-10-2002                                                             | Saint-Denis                                                            | Francia                                                                | 5 – 0                                                                  | Slovenia                                                               | Qual. Euro 2004                                                        | 2                                                                      |                                                                        |
| 16-10-2002                                                             | Attard                                                                 | Malta                                                                  | 0 – 4                                                                  | Francia                                                                | Qual. Euro 2004                                                        | -                                                                      |                                                                        |
| 20-11-2002                                                             | Saint-Denis                                                            | Francia                                                                | 3 – 0                                                                  | Jugoslavia                                                             | Amichevole                                                             | -                                                                      |                                                                        |
| 12-2-2003                                                              | Saint-Denis                                                            | Francia                                                                | 0 – 2                                                                  | Rep. Ceca                                                              | Amichevole                                                             | -                                                                      |                                                                        |
| 18-6-2003                                                              | Lione                                                                  | Francia                                                                | 1 – 0                                                                  | Colombia                                                               | Conf. Cup 2003 - 1º turno                                              | -                                                                      |                                                                        |
| 20-6-2003                                                              | Saint-Étienne                                                          | Francia                                                                | 2 – 1                                                                  | Giappone                                                               | Conf. Cup 2003 - 1º turno                                              | -                                                                      |                                                                        |
| 22-6-2003                                                              | Saint-Denis                                                            | Francia                                                                | 5 – 0                                                                  | Nuova Zelanda                                                          | Conf. Cup 2003 - 1º turno                                              | -                                                                      |                                                                        |
| 20-8-2003                                                              | Lancy                                                                  | Svizzera                                                               | 0 – 2                                                                  | Francia                                                                | Amichevole                                                             | 1                                                                      |                                                                        |
| 6-9-2003                                                               | Saint-Denis                                                            | Francia                                                                | 5 – 0                                                                  | Cipro                                                                  | Qual. Euro 2004                                                        | -                                                                      |                                                                        |
| 11-10-2003                                                             | Saint-Denis                                                            | Francia                                                                | 3 – 0                                                                  | Israele                                                                | Qual. Euro 2004                                                        | -                                                                      |                                                                        |
| 18-2-2004                                                              | Bruxelles                                                              | Belgio                                                                 | 0 – 2                                                                  | Francia                                                                | Amichevole                                                             | -                                                                      |                                                                        |
| 28-5-2004                                                              | Montpellier                                                            | Francia                                                                | 4 – 0                                                                  | Andorra                                                                | Amichevole                                                             | -                                                                      |                                                                        |
| 6-6-2004                                                               | Saint-Denis                                                            | Francia                                                                | 1 – 0                                                                  | Ucraina                                                                | Amichevole                                                             | 1                                                                      |                                                                        |
| Totale                                                                 |                                                                        | Presenze                                                               | 23                                                                     |                                                                        | Reti                                                                   | 6                                                                      |                                                                        |

## Palmarès

### Club
- Coppa di Lega francese: 1

Lione: 2000-2001
- Campionato francese: 1

Lione: 2001-2002

### Nazionale
- Confederations Cup: 2

2001, 2003